# ناوكي ياكوشيجي
ناوكي ياكوشيجي (باليابانية: 薬師寺 直樹) (مواليد 20 مايو 1978)، هو لاعب كرة قدم سابق كان يلعب كمدافع.